# Margie Sudre
Pour les articles homonymes, voir Sudre.
Margie Sudre, née le 17 octobre 1943 à Vinh (Indochine française, actuel Viêt Nam), est une femme politique française.
Engagée politiquement à droite, elle est présidente du conseil régional de La Réunion de 1993 à 1998, secrétaire d'État chargée de la Francophonie de 1995 à 1997 et députée européenne de 1999 à 2009.

## Biographie

### Origines et formation
Née Marguerite Demaiche en Indochine française, d'un père d'origine champenoise, officier de la Légion étrangère, et d'une mère vietnamienne bouddhiste, elle étudie à l’école communale à Saïgon (1949-1950) puis au lycée Marie-Curie (1950-1951), avant de quitter le Viêt Nam en 1951 avec sa famille lors de l'arrivée au pouvoir des communistes.
Elle arrive alors en France où son père est muté. Elle poursuit ses études à Marseille à l'école privée Saint-Eugène (1951-1955) puis au lycée Montgrand (1955-1961), avant d'intégrer la faculté des sciences en 1961, puis celle de médecine (1961-1969), avec une spécialisation en anesthésie-réanimation à l’hôpital Nord-Hôtel-Dieu de Marseille, maternité de la Belle de Mai (1969-1972), puis au CES réanimation à Paris en 1976. Elle soutient une thèse d’anesthésie réanimation à Marseille en 1977.

### Carrière professionnelle
Après avoir obtenu son diplôme de médecin anesthésiste-réanimateur, elle assure divers remplacements dans le privé dans ce domaine à Grenoble, Fort-de-France, Avignon, Forcalquier, Manosque et Marseille (1972-1975). C'est lors d'un remplacement à Grenoble qu'elle fait la connaissance en 1973 de Camille Sudre, lui-même médecin.
Elle arrive à La Réunion en 1976 en compagnie de ce dernier, qui deviendra son époux onze ans plus tard, pour effectuer des remplacements au Port et à Saint-Benoît. Un an plus tard, elle s’installe au Port, à la clinique Jeanne d’Arc appartenant au groupe Clinifutur de Michel Deleflie (1977-1995), travaillant plus tard à mi-temps.
Elle abandonne son métier en juin 1999 pour se consacrer pleinement à ses fonctions politiques.

### Parcours politique
Dans les années 1980, elle fonde avec son mari la station Radio Free Dom.
Elle s'engage en politique et devient présidente du conseil régional de La Réunion le 25 juin 1993, à la suite de l'inéligibilité de son époux, le Conseil d'État ayant annulé l'élection de mars 1992 portant Camille Sudre à la tête de l'institution.
Représentant le courant de centre droit du mouvement Free Dom, elle s'éloigne rapidement de celui-ci lorsqu'il devient un soutien inconditionnel du Parti communiste réunionnais (PCR).
En 1995, elle est nommée secrétaire d'État chargée de la Francophonie dans le premier gouvernement Juppé. Elle est reconduite dans le second, restant en poste jusqu'en 1997 et ne faisant ainsi pas partie des « Juppettes » non reconduites.
Elle mène campagne en 1996 pour l'élection législative partielle dans la 2e circonscription de La Réunion, scrutin provoqué par l'élection au Sénat de Paul Vergès. Battue par le communiste Claude Hoarau au second tour, elle présente sa démission du gouvernement mais est maintenue en poste par Jacques Chirac et Alain Juppé.
En 1999 et en 2004, elle est élue au Parlement européen. Elle préside la délégation des députés européens UMP, qui font partie du groupe du Parti populaire européen (PPE), le groupe politique le plus important du Parlement européen. Elle siège dans la commission de la pêche et celle du développement régional, et préside l'intergroupe sur le tourisme du Parlement européen. Elle est également membre de la délégation interparlementaire UE-Russie et de la délégation pour les relations avec les pays de l'Asie du Sud-Est et l'Association des nations de l'Asie du Sud-Est (ANASE).
Aux élections européennes de 2009, privée de la deuxième place, la dernière éligible, sur la liste pour l'Outre-mer au profit de Marie-Luce Penchard, elle renonce à se présenter.
À l'occasion de la primaire ouverte de la droite et du centre de 2016, elle dirige un comité local de soutien à Alain Juppé et représente le candidat lors des débats organisés à La Réunion. Début 2017, alors que François Fillon, vainqueur de la primaire face à Alain Juppé, est mis en difficulté par l'affaire de l'emploi présumé fictif de son épouse, elle est l'une des premières personnalités de la droite réunionnaise à demander le retrait de sa candidature à l'élection présidentielle.

### Engagements
Margie Sudre est membre du comité d'honneur de l'Association pour le droit de mourir dans la dignité (ADMD).

## Détail des mandats et fonctions
- 1993-1998 : présidente du conseil régional de La Réunion.
- 1995-1997 : secrétaire d'État chargée de la Francophonie.
- 1998-2010 : conseillère régionale de La Réunion.
- 1999-2004 : députée européenne et présidente de la délégation des députés UMP au Parlement européen.

## Décorations
- Ordre des francophones d'Amérique (1995), décerné par le Conseil de la langue française du Québec.
- Officier de la Légion d'honneur (2010)[10] ; chevalier en 1999.

## Documentaire
- Une vie réunionnaise : Margie Sudre, du Moyen-Orient au gouvernement, de Bis repetita / Réunion 1re, 2016, 52 min [présentation en ligne].